# Eu, Seine-Maritime
Eu là một xã trong vùng hành chính Normandie, thuộc tỉnh Seine-Maritime, quận Dieppe, tổng Eu. Tọa độ địa lý của xã là 50° 02' vĩ độ bắc, 01° 25' kinh độ đông. Eu nằm trên độ cao trung bình là 17 mét trên mực nước biển, có điểm thấp nhất là 2 mét và điểm cao nhất là 140 mét. Xã có diện tích 17,93 km², dân số vào thời điểm 1999 là 8081 người; mật độ dân số là 451 người/km².

## Thông tin nhân khẩu
| 1926  | 1931  | 1936  | 1946  | 1954  | 1962  | 1968  | 1975  | 1982  | 1990  | 1999  |
| ----- | ----- | ----- | ----- | ----- | ----- | ----- | ----- | ----- | ----- | ----- |
| 5 963 | 5 617 | 5 655 | 5 540 | 6 343 | 7 029 | 8 079 | 8 626 | 8 588 | 8 344 | 8 081 |